# MÁV řada M61
Motorové lokomotivy řady M61, přezdívané "Nohab", byly prvními motorovými lokomotivami Maďarských státních železnic pro dálkovou dopravu.

## Historie
Počátkem 60. let vzrostla v Maďarské lidové republice poptávka po výkonných motorových lokomotivách pro vozbu rychlíků a expresů na hlavních neelektrizovaných tratích. Po vynikajících výsledcích zkoušek lokomotiv typu AA16 v Dánsku a Norsku se rozhodly i MÁV objednat u švédské firmy NOHAB 20 kusů těchto licenčních lokomotiv GM. Pro Maďary měly tyto stroje symbolický význam, jelikož se jednalo o jediné lokomotivy konstruované podle licence Spojených států, které pronikly v době Studené války za Železnou oponu. V SSSR tak rychle začal vývoj řady později známé jako M62 (MÁV řada M62), čímž se předešlo dalším dodávkám lokomotiv ze Západu.
Všech 20 kusů bylo dodáno v letech 1962 – 1963 a v pravidelném provozu zůstaly až do 90. let. Část lokomotiv je stále zachována a jsou umístěny v muzeích nebo je MÁV používají při zvláštních jízdách, například o státních svátcích.

## Galerie

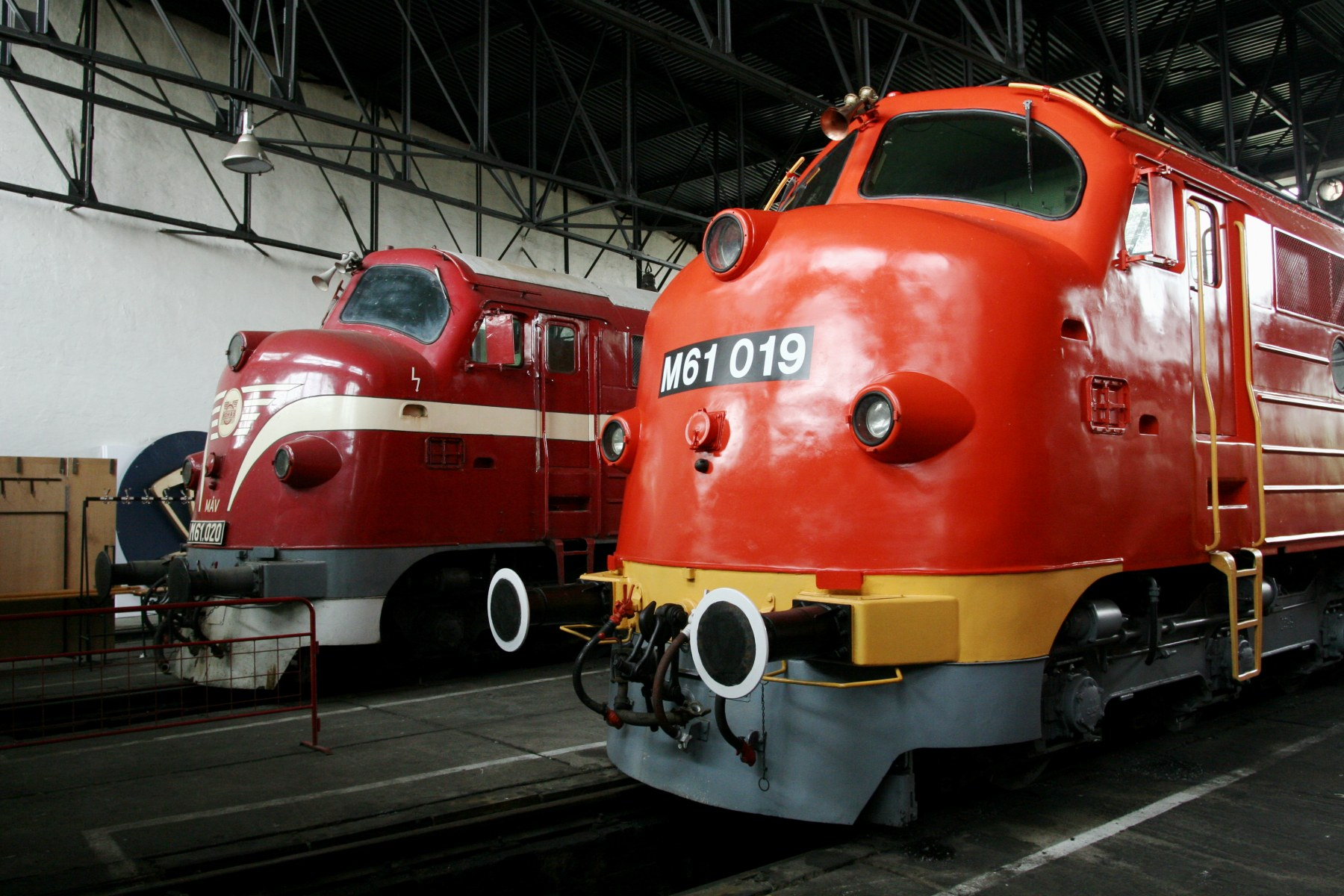
M61 019
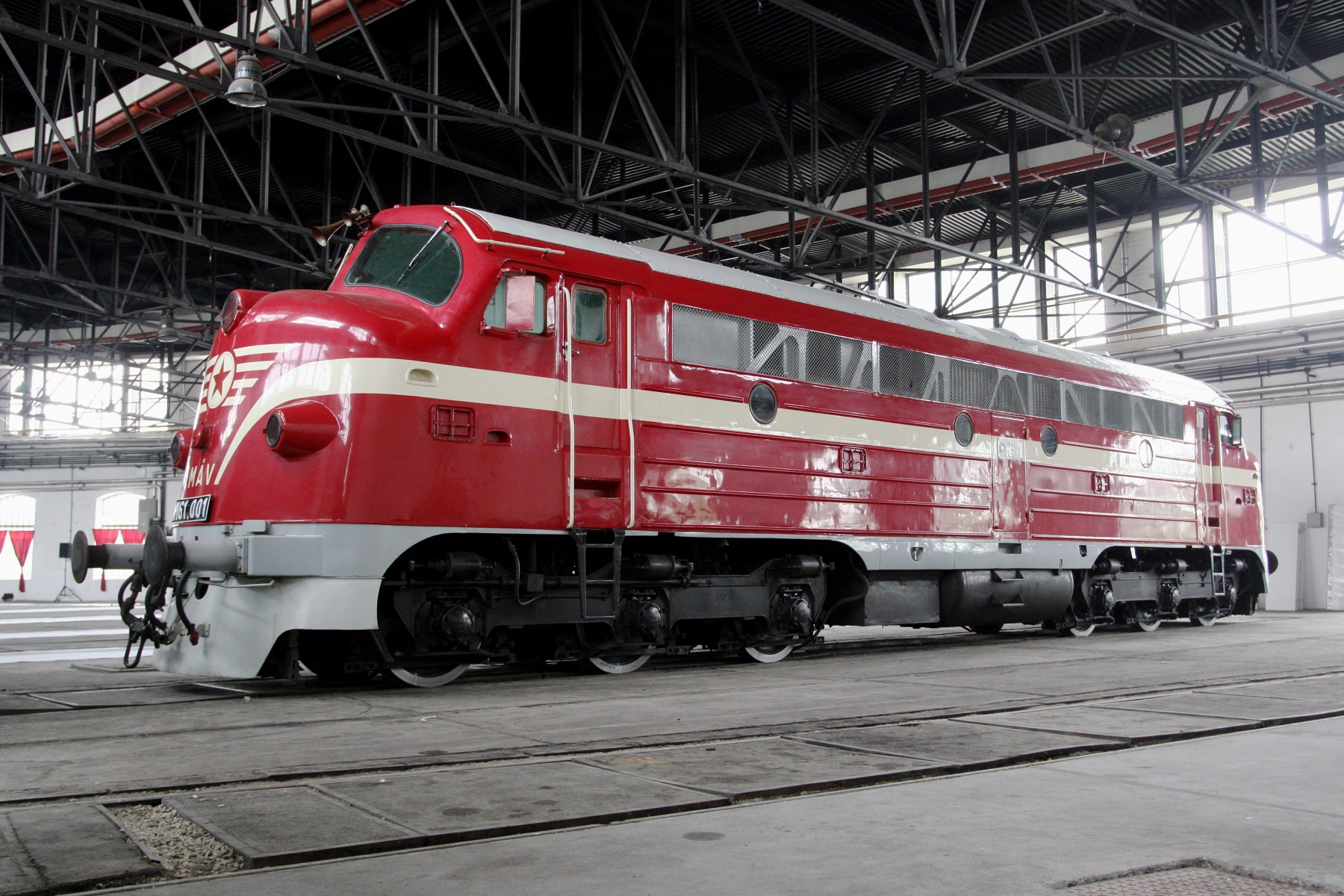
M61 001
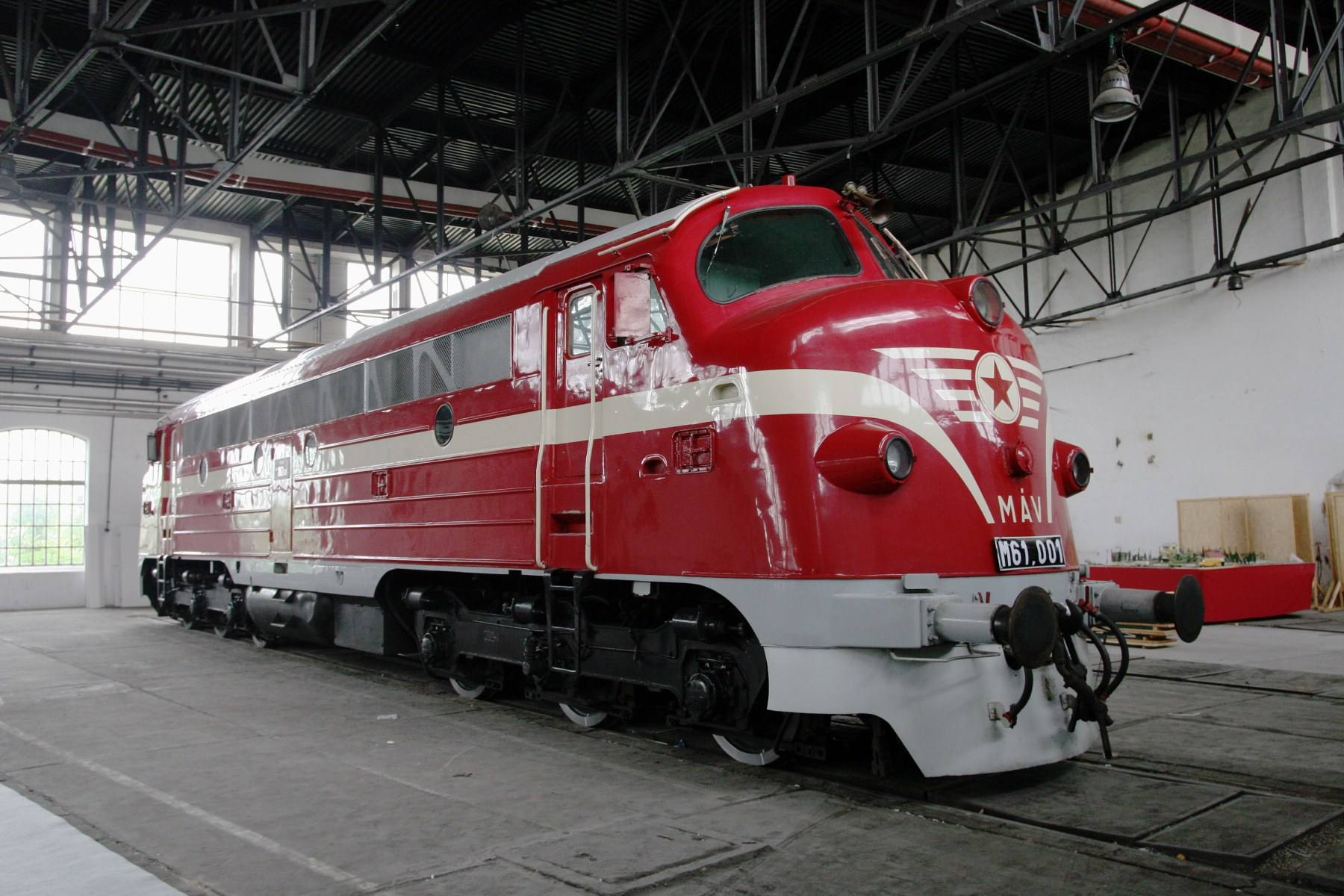
M61 001